# Оженише ме музиком
Оженише ме музиком је компилацијски албум српског рок бенда Галија.
Албум је издат као троструко издање које садржи два цд са популарним песмама и двд са снимцима. Издат је 2009. поводом тридесет година рада групе Галија.

## Списак песама
На албуму се налазе следеће песме:

## Чланови
- Ненад Милосављевић
- Предраг Милосављевић
- Горан Љубисављевић
- Предраг Бранковић
- Бобан Павловић
- Љубодраг Вукадиновић
- Душан Радивојевић
- Зоран Радосављевић
- Небојша Марковић
- Бранислав Радуловић
- Саша Локнер
- Жан Жак Роскам
- Братислав Златковић
- Предраг Милановић
- Драгутин Јаковљевић
- Братислав Милосевић
- Оливер Јездић